# 張偉 (乾隆進士)
張偉（?—?），贵州織金縣人，清朝政治人物、同進士出身。
乾隆二十二年（1757年）丁丑科進士，三甲八十七名，以知縣即用，曾官四川酆都縣知縣。